# Ніклас Гуннарссон
Ніклас Гуннарссон (норв. Niklas Gunnarsson, нар. 27 квітня 1991, Тенсберг) — норвезький футболіст, захисник клубу «Стремсгодсет». Є сином футбольного тренера Ронні Гуннарсона.
Виступав, зокрема, за клуби «Одд» та «Волеренга», а також національну збірну Норвегії.
Володар Кубка Шотландії. Володар Кубка Швеції.

## Клубна кар'єра
У дорослому футболі дебютував 25 березня 2012 року у складі клубу «Одд» проти команди «Согндал», у якому його команда зазнала розгромної поразки з рахунком 0-4. У своїй першій команді Гуннарсон провів два сезони, взявши участь у 48 матчах чемпіонату. Більшість часу, проведеного у складі «Одда», був основним гравцем захисту команди.
У кінці 2013 року контракт Гуннарсона з «Одд» закінчився, і в жовтні 2013 року він уклав трирічний контракт з іншим норвезьким клубом «Волеренга», до складу якого приєднався в січні 2014 року. Відіграв за команду з Осло наступний сезон своєї ігрової кар'єри також здебільшого виходив на поле в основному складі команди. Проте наступного сезону головний тренер команди К'єтіль Рекдаль розпочав перебудву складу команди, і Гуннарсон вимушений був перейти до складу шведського клубу «Ельфсборг» на правах оренди, по закінченні якої повернувся до «Валеренги». Не маючи місця в основному складі, футболіст вирушив у оренду до шотландського клубу «Гіберніан», до складу якого долучився на початку 2016 року. У складі команди став володарем Кубка Шотландії, вийшовши на заміну у фінальному матчі. Після закінчення сезону 2015—2016 років у Шотландії футболіст повернувся до «Волеренги», проте на поле так і не виходив, і 9 серпня 2016 року уклав контракт на 2,5 роки зі шведським клубом «Юргорден». У складі команди став володарем Кубка Швеції. Відіграв за команду з Стокгольма 55 матчів у національному чемпіонаті. З 1 березня 2019 року уклав півторарічний контракт із італійським клубом «Палермо», проте не зігравши жодного матчу повертається на батьківщину до клубу «Сарпсборг 08». З 2020 року Ніклас Гуннарссон грає у складі норвезького клубу «Стремсгодсет».

## Виступи за збірні
Протягом 2013—2015 років залучався до складу молодіжної збірної Норвегії. На молодіжному рівні зіграв у 4 офіційних матчах.
2016 року дебютував в офіційних матчах у складі національної збірної Норвегії.
| Дата       | Місто | Господарі  | Результат | Гості    | Турнір           | Голи | Примітки |
| ---------- | ----- | ---------- | --------- | -------- | ---------------- | ---- | -------- |
| 29/05/2016 | Порту | Португалія | 3 – 0     | Норвегія | товариський матч | -    |          |
| Усього     |       | Матчів     | 1         |          | Голів            | 0    |          |

## Титули і досягнення
- Володар Кубка Шотландії (1):

«Гіберніан»: 2015–2016
- Володар Кубка Швеції (1):

«Юргорден»: 2017–2018